# Hollow Eve
Hollow Eve (Sebastopol, California; 6 de abril de 1982) es una artista drag estadounidense, concursante de la tercera temporada de The Boulet Brothers' Dragula.

## Carrera
Hollow Eve comenzó a actuar en la década de 1990, interpretando un papel en la versión teatral de The Rocky Horror Picture Show. Sin embargo, su carrera como artista drag comenzó en 2003, realizando un espectáculo en el que parodiaba al locutor de radio y comentarista conservador Rush Limbaugh.
Compitió en la tercera temporada de The Boulet Brothers' Dragula, que comenzó su emisión el 27 de agosto de 2019. Su participación en el programa fue bastante notable, especialmente un episodio en el que habló públicamente sobre como el término «fishy» (usado por la comunidad drag para referirse a las drag queens femeninas o con passing) era un término misógino y que reducía a las mujeres a su vagina. Este episodio generó un acalorado debate en la comunidad drag acerca del uso de este término y de la discriminación sufrida por las mujeres y personas trans que desarrollaban este arte.
En enero de 2022 acudió como invitada al podcast estadounidense Good Judy, dedicado a hablar acerca de la escena drag y la cultura pop.
Hollow se caracteriza dentro de la escena drag por sus actuaciones extremas, incorporando elementos como insectos vivos, estirando su propia piel o incluso bailando con velas encendidas en sus dedos.
Liz Lavery, de Screen Rant, la describió como "alguien a quien le importaba más hacer una declaración que ganar", así como una concursante que provocó olas en la competición y causó un gran revuelo con su nombre.

## Vida personal
Hollow Eve tiene una extensa «familia drag», compuesta por multitud de artistas. Su madre drag es Phatima Rude, mientras que sus «hermanas» y «hermano drag» son Cochina Rude, Strobe y God’s Little Princess respectivamente. Por último sus hijos drags son el bailarín de voguing Holange y la drag queen Jillian Gnarling.

## Filmografía

### Cine
| Año  | Título               | Papel      | Notas        |
| ---- | -------------------- | ---------- | ------------ |
| 2019 | The Filthiest People | Hollow Eve | Cortometraje |

### Televisión
| Año  | Título                                      | Papel       | Notas       |
| ---- | ------------------------------------------- | ----------- | ----------- |
| 2019 | The Boulet Brothers' Dragula (3° temporada) | Concursante | 7 episodios |